# Takahiro Yamada
Takahiro Yamada (født 29. april 1972) er en japansk fodboldspiller.

## Japans fodboldlandshold
| Japans landshold | Japans landshold | Japans landshold |
| År               | Kmp              | Mål              |
| ---------------- | ---------------- | ---------------- |
| 1994             | 1                | 0                |
| Total            | 1                | 0                |